# Canley Vale (Nouvelle-Galles du Sud)

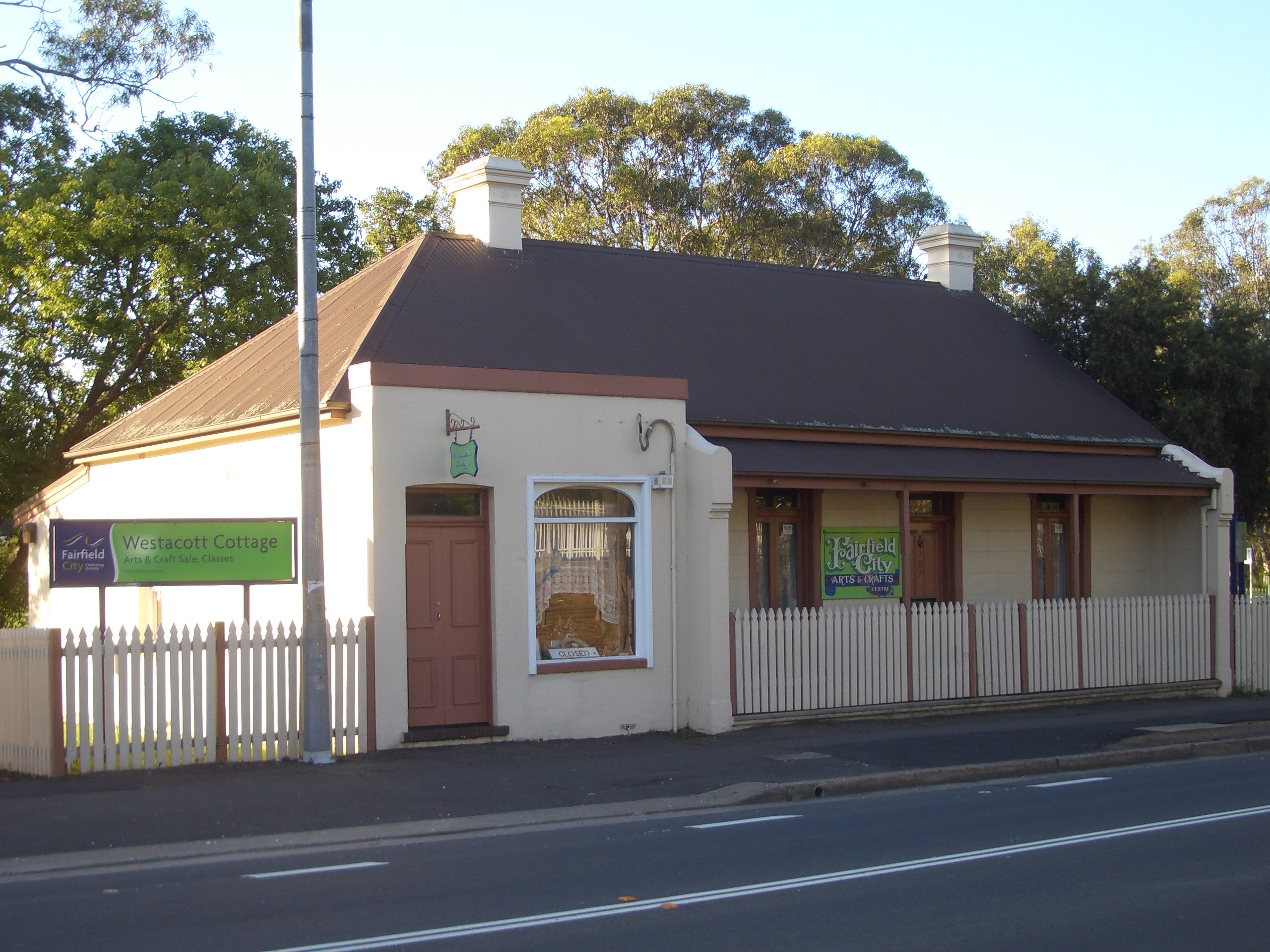

Canley Vale est une banlieue de Sydney, dans l’État de Nouvelle-Galles du Sud, en Australie. Canley Vale est situé à 30 kilomètres au sud-ouest du quartier central des affaires de Sydney, dans la zone du gouvernement local de la ville de Fairfield et fait partie de la région du sud-ouest de Sydney.

## Sources
- (en) Cet article est partiellement ou en totalité issu de l’article de Wikipédia en anglais intitulé « Canley Vale, New South Wales » (voir la liste des auteurs).